# Cyprys arizoński
Cyprys arizoński (Cupressus arizonica) – drzewo z rodziny cyprysowatych (Cupressaceae), pochodzące z południowo-zachodniej części Ameryki Północnej. 

## Morfologia
PokrójWysokość do 20 m, pokrój wąskostożkowy, korona gęsta, często ma kilka pni.
KoraBłyszcząca, szara, z wiekiem staje się bardziej bruzdkowana i szorstka.
LiścieSzarawe łuski długości 2 mm.
KwiatyMęskie - małe żółte, umieszczone na końcach pędów. Żeńskie - szarozielone, rosną z boku gałęzi.
OwoceKuliste szyszki o średnicy 3 cm. Początkowo są szare, później stają się brunatne. Po otwarciu pozostają na drzewie przez długi czas.

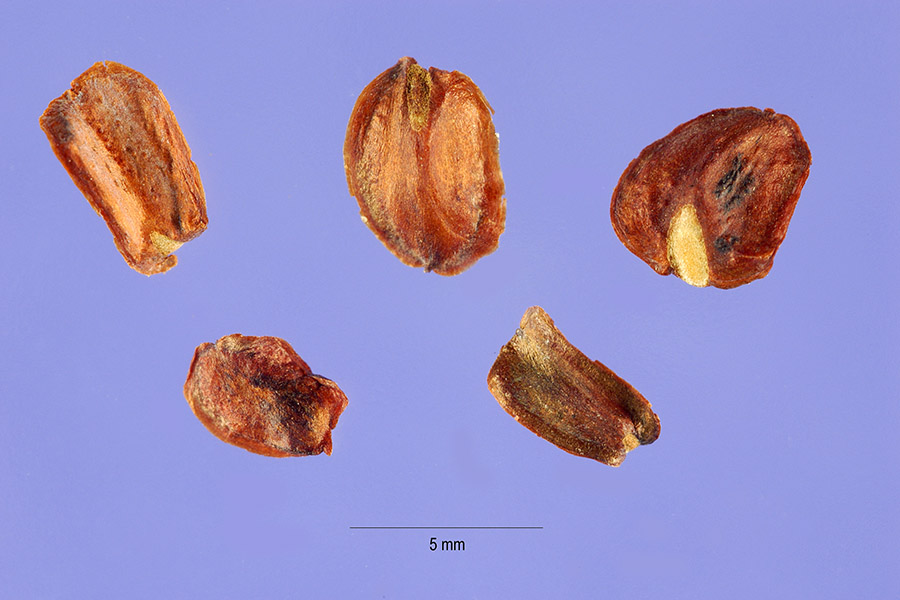
Nasiona

## Biologia i ekologia
Cyprys arizoński występuje w stanowiskach górskich, na wysokości od 1300 do 2500 m n.p.m. Tworzy lasy mieszane z takimi drzewami jak dąb, sosna, osika i klon. Wykorzystywany jest jako drzewo ozdobne i na żywopłoty. Powstały liczne odmiany uprawne, np. Pyramidalis.

## Systematyka i zmienność
Synonimy: Callitropsis arizonica (Greene) D.P.Little, Hesperocyparis arizonica (Greene) Bartel, Hesperocyparis revealiana (Silba) Silba, Neocupressus arizonica (Greene) de Laub., Callitropsis glabra (Sudw.) Carrière, Cupressus glabra Sudw., Hesperocyparis glabra (Sudw.) Bartel, Callitropsis montana (Wiggins) D.P.Little, Cupressus montana Wiggins, Hesperocyparis montana (Wiggins) Bartel, Callitropsis nevadensis (Abrams) D.P.Little, Cupressus nevadensis Abrams, Hesperocyparis nevadensis (Abrams) Bartel, Callitropsis stephensonii (C.B.Wolf) D.P.Little, Cupressus stephensonii C.B.Wolf, 
Hesperocyparis stephensonii (C.B.Wolf) Bartel.
Wyróżnianych jest kilka odmian, czasem traktowanych jako odrębne gatunki:
- Cupressus arizonica var. glabra (Sudw.) Little
- Cupressus arizonica var. montana (Wiggins) Little
- Cupressus arizonica var. nevadensis (Abrams) Little
- Cupressus arizonica var. stephensonii (C.B.Wolf) Little